# Ments meg, Uram!
A Ments meg, Uram! (eredeti cím: Dead Man Walking) 1995-ben bemutatott amerikai bűnügyi filmdráma, melynek rendezője, forgatókönyvírója és társproducere Tim Robbins. A forgatókönyv Helen Prejean nővér (akiről a film főszereplőjét is mintázták) 1993-ban kiadott Dead Man Walking című regénye alapján készült. A főbb szerepekben Susan Sarandon és Sean Penn látható.
A valós eseményeket feldolgozó film egy katolikus nővér és egy halálra ítélt bűnöző kapcsolatát mutatja be.
Az Amerikai Egyesült Államokban 1995. december 29-én mutatták be. Kritikai és bevételi sikert aratott, a kritikusok különösen a két főszereplő alakításait és Robbins rendezését dicsérték. Sarandon Oscar-díjat nyert legjobb női főszereplő kategóriában, Robbins, Penn és a film "Dead Man Walkin'"című betétdalát jegyző Bruce Springsteen is további Oscar-jelöléseket szerzett.

## Cselekmény
Matthew Ponceletet halálra ítélték egy tizenéves pár meggyilkolásáért, hat éve tartózkodik a louisianai állami börtön halálsorán. Bűntársa, Carl Vitello életfogytig tartó börtönbüntetést kapott. Kivégzése napjának közeledtével Poncelet megkéri Helen Prejean nővért, segítsen neki fellebbezni az ítélet ellen.
A nővér meglátogatja az arrogáns, szexista és rasszista rabot, akin a legkisebb megbánás sem látszik bűntettei miatt. Azt állítja, ártatlan és Vitello ölte meg a két tinédzsert. Helen nővér közbenjárására egy tapasztalt ügyvéd pro bono elvállalja Poncelet ügyét, megpróbálva a halálbüntetést életfogytig tartó szabadságvesztésre mérsékelni. Több látogatása alatt a nővér kapcsolatot alakít ki az elítélttel. Eközben megismeri Poncelet anyját, Lucille-t és az áldozatok családjait is – akik nem értik, Helen nővér miért tesz erőfeszítéseket egy gyilkos érdekében és azzal vádolják, az ő oldalán áll.
Helen nővér kegyelmi kérvényét elutasítják. Poncelet arra kéri őt, legyen a vallási segítője a kivégzése során, melybe a nő beleegyezik. Elmondja a rabnak, hogy lehetséges számára a megváltás, de csak akkor, ha felelősséget vállal tetteiért. Mielőtt elszállítanák cellájából, Poncelet könnyek közt bevallja a nővérnek: ő ölte meg a tizenéves fiút és erőszakolta meg annak barátnőjét, akivel ezután Vitello végzett. A kivégzése előtt megbocsátást kér a fiú apjától és a lány szüleivel is közli: reméli, a halála elhozza számukra a békét.
Ponceletet méreginjekcióval végzik ki, halála után tisztességes temetést kap. A meggyilkolt fiú apja is megjelenik a szertartáson; bár még mindig gyűlöletet érez, együtt imádkozik Helen nővérrel.

## Szereplők
| Színész           | Szerep                 | Magyar hang           | Magyar hang        |
| Színész           | Szerep                 | 1. szinkron (1996-97) | 2. szinkron        |
| ----------------- | ---------------------- | --------------------- | ------------------ |
| Susan Sarandon    | Helen Prejean nővér    | Kútvölgyi Erzsébet    | Agócs Judit        |
| Sean Penn         | Matthew Poncelet       | Stohl András          | Karácsonyi Zoltán  |
| Robert Prosky     | Hilton Barber          | Makay Sándor          | Szersén Gyula      |
| Raymond J. Barry  | Earl Delacroix         | Szokolay Ottó         | Rosta Sándor       |
| R. Lee Ermey      | Clyde Percy            | Varga T. József       | Barbinek Péter     |
| Celia Weston      | Mary Beth Percy        | Szabó Éva             | Orosz Anna         |
| Lois Smith        | Augusta Bourg Prejean  | Fodor Zsóka           | Menszátor Magdolna |
| Scott Wilson      | Farley atya            | Dobránszky Zoltán     | Sörös Sándor       |
| Roberta Maxwell   | Lucille Poncelet       | Menszátor Magdolna    | Kovács Nóra        |
| Margo Martindale  | Colleen nővér          | Andresz Kati          | Kiss Anikó         |
| Kevin Cooney      | Benedict kormányzó     | Lázár Sándor          |                    |
| Clancy Brown      | országúti járőr        | Beratin Gábor         |                    |
| Michael Cullen    | Carl Vitello           | Juhász György         |                    |
| Peter Sarsgaard   | Walter Delacroix       | Szokol Péter          |                    |
| Missy Yager       | Hope Percy             | Csondor Kata          |                    |
| Jack Black        | Craig Poncelet         | Viczián Ottó          |                    |
| Barton Heyman     | Beliveau százados      | Horkai János          |                    |
| Nesbitt Blaisdell | Hartman börtönigazgató | Uri István            |                    |
| Steve Boles       | Neal Trapp őrmester    | Verebély Iván         |                    |

## Fogadtatás

### Kritikai visszhang
A kritikusok kedvezően fogadták a filmet. A Rotten Tomatoes weboldalon 61 kritika alapján 95%-os értékelést kapott, a szöveges összefoglaló szerint: „erőteljes, gondolatébresztő film, mely a témáját különböző szemszögekből mutatja be, anélkül hogy a prédikálásba menekülne, a »Ments meg, Uram!« a nézőt elmélkedésre fogja ösztönözni, tekintet nélkül azok politikai nézeteire”.
A Filmvilág kritikusa ezzel szemben „ócska, ízetlen giccsnek” nevezte a film fináléját és szerinte erről „...kizárólag a rendező tehet, ki oly ájtatos pátosszal és iskolás közhellyel vezeti elő a halálutat, hogy görcsös erőlködése óhatatlanul nevetségességbe fúl.”.

### Díjak és jelölések

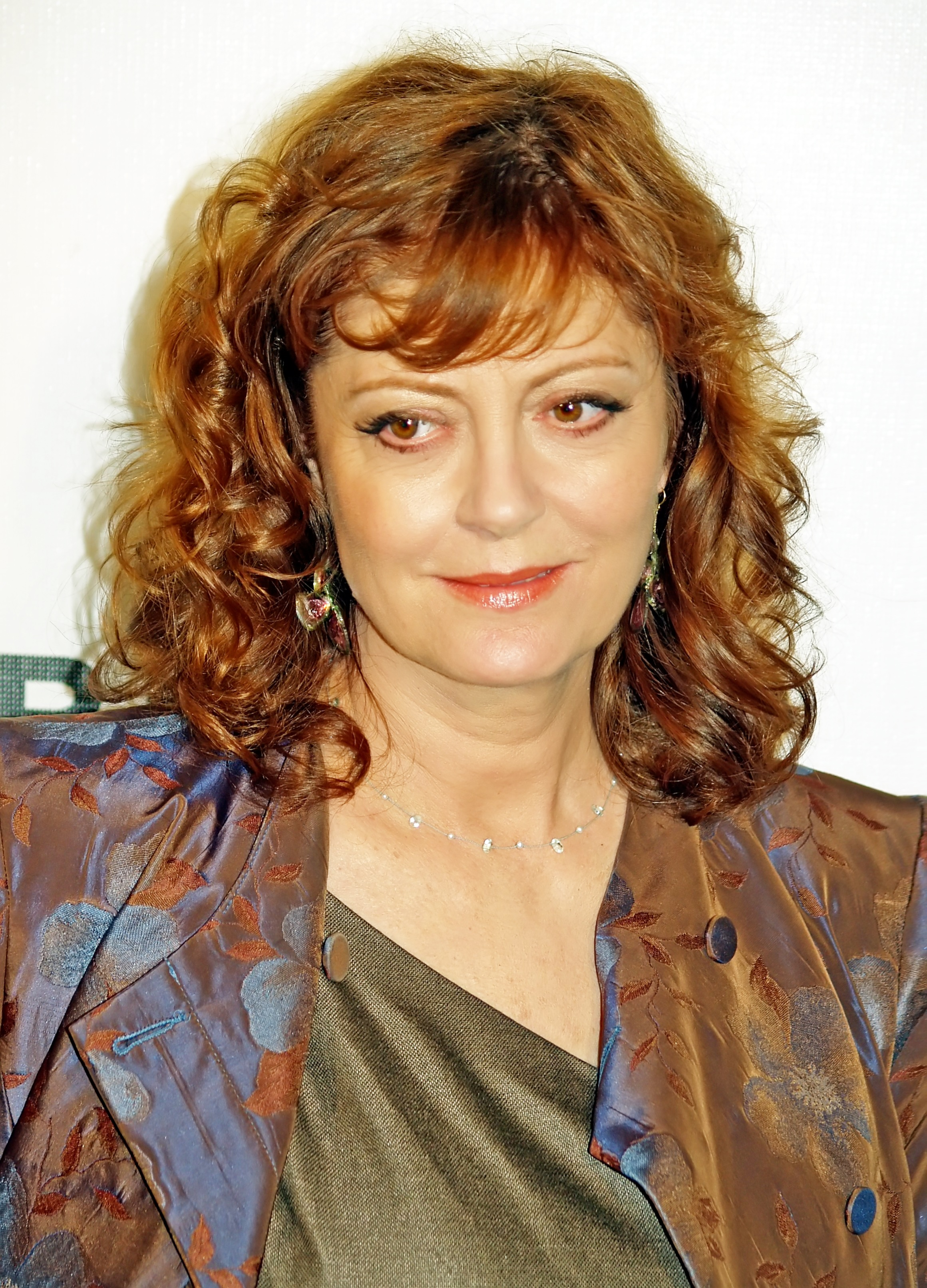
Susan Sarandon pozitív kritikákat kapott és több díjat elnyert Helen Prejean nővér megformálásával

| Díj                     | Kategória                            | Jelölt                                | Eredmény |
| ----------------------- | ------------------------------------ | ------------------------------------- | -------- |
| Oscar-díj               | legjobb rendező                      | Tim Robbins                           | Jelölve  |
| Oscar-díj               | legjobb férfi főszereplő             | Sean Penn                             | Jelölve  |
| Oscar-díj               | legjobb női főszereplő               | Susan Sarandon                        | Elnyerte |
| Oscar-díj               | legjobb eredeti dal                  | Bruce Springsteen: "Dead Man Walkin'" | Jelölve  |
| David di Donatello-díj  | legjobb külföldi színésznő           | Susan Sarandon                        | Elnyerte |
| Golden Globe-díj        | legjobb férfi főszereplő (filmdráma) | Sean Penn                             | Jelölve  |
| Golden Globe-díj        | legjobb női főszereplő (filmdráma)   | Susan Sarandon                        | Jelölve  |
| Golden Globe-díj        | legjobb forgatókönyv                 | Tim Robbins                           | Jelölve  |
| Screen Actors Guild-díj | Legjobb férfi főszereplő (mozifilm)  | Sean Penn                             | Jelölve  |
| Screen Actors Guild-díj | Legjobb női főszereplő (mozifilm)    | Susan Sarandon                        | Elnyerte |

## Fordítás
- Ez a szócikk részben vagy egészben  a   Dead Man Walking (film) című angol Wikipédia-szócikk fordításán alapul.  Az eredeti cikk szerkesztőit annak laptörténete sorolja fel. Ez a jelzés csupán a megfogalmazás eredetét és a szerzői jogokat jelzi, nem szolgál a cikkben szereplő információk forrásmegjelöléseként.